# Irenarch
Irenarch żyjący na przełomie III/IV wieku – święty katolicki, męczennik.
Z zachowanych zapisków wynika, że Irenarch pochodził z Sebasty. Był katem i męczeństwo siedmiu chrześcijanek spowodowało jego nawrócenie. Został stracony wraz z nimi i jest jedną z ofiar prześladowań religijnych za czasów Dioklecjana. Zgodnie z zapisem w Martyrologium Rzymskim wspomnienie Irenarcha i siedmiu towarzyszy męczeństwa obchodzone jest 27 listopada.